# Leccinum rubropunctum
Léccinum rubropúnctum (лат.) — гриб из рода обабок (Leccinum) семейства болетовые (Boletaceae).

## Биологическое описание
- Шляпка 2—7 см в диаметре, выпуклой или широковыпуклой формы, с ровным краем. Поверхность шляпки морщинистая или, реже, гладкая, красно-коричневого или каштаново-красного цвета.
- Мякоть желтоватого цвета, на воздухе цвета не меняет, без особого вкуса и запаха.
- Гименофор трубчатый, в молодом возрасте золотисто-жёлтого, затем тёмно-жёлтого цвета, при повреждении не синеет, с округлыми порами.
- Ножка 4—10 см длиной и 1—2 см толщиной, плотная, жёлтого цвета, покрытая красноватыми точками.
- Споровый порошок оливково-коричневого цвета. Споры 17—21×5,5—7,5 мкм, веретеновидной или продолговатой формы, гладкие, светло-коричневого цвета.
- Съедобен.

## Синонимы
- Boletus rubropunctus Peck, 1897

## Сходные виды
- Boletus longicurvipes отличается характером поверхности шляпки и мелкими желтоватыми или красновато-коричневыми точками на ножке.